# Hans en Huppel
Hans en Huppel is een boek uit de Veldboeket-serie, geschreven door Henri Arnoldus. Het was bedoeld voor wat indertijd het derde leerjaar van het rooms-katholieke basisonderwijs was.

## Verhaal
Op een dag vindt Hans de Vries een gewonde poedel, die hij mee naar huis neemt. Het gezin De Vries besluit de hond te adopteren, ze noemen hem Huppel. Huppel wordt een trouwe kameraad van het gezin.
Op een dag wordt Huppel ontvoerd door een circus, waar ze hem gebruiken als circushond. Als de familie De Vries later aanwezig is bij een voorstelling van dat circus, herkennen ze Huppel. Zo loopt de circusbaas tegen de lamp en komt Huppel terug bij zijn rechtmatige eigenaars.